# Rafael Amador
Rafael Amador (Ciudad de México, México, 6 de janeiro de 1954) es un actor mexicano de cine y televisión reconocido por sus participaciones en series y telenovelas de la empresa Televisa.

## Biografía
Debutó profesionalmente  como actor en 1985 en la telenovela Angélica a la que le siguió una larga lista de producciones  como Esmeralda, Locura de amor, Llena de amor entre otras. 
En 2019 interpretó a Emilio Fernández en la serie biográfica Silvia Pinal, frente a ti.

## Filmografía

### Telenovelas
- Corazón guerrero (2022) - Rogelio
- Contigo sí (2021) - Padre Marcos[2]
- El vuelo de la victoria (2017) - Padre Esteban[3]
- Enamorándome de Ramón (2017) - Dr. Puell
- Las amazonas (2016)
- El hotel de los secretos (2016) - Dr. Vallejo
- Un camino hacia el destino (2016) - Juez
- Que te perdone Dios (2015) - Cantinero
- La gata (2014) - Juez[4]
- Hasta el fin del mundo (2014)
- Lo que la vida me robó (2013) - Teniente Avellaneda
- Por siempre mi amor (2013)
- Corazón indomable (2013) - Tobías
- Abismo de pasión (2012)
- Llena de amor (2010-2011) - Fidel Mendoza
- Alma de hierro (2009) - Dr. Heredia
- Cuidado con el ángel (2008-2009)
- Niña amada mía (2003) - Agente Gustavo Pérez
- El juego de la vida (2001-2002) - Genaro Pacheco
- Carita de ángel (2000) - Dr. Lagos
- Locura de amor (2000) - Rosalío Gómez
- La casa en la playa (2000) - Francisco Pancho Rubio
- Rosalinda (1999)
- La usurpadora (1998) - Dr. Galicia
- Esmeralda (1997) - Dionisio Lucero #2[5]
- La antorcha encendida (1996) - Cabo Ortega
- Pobre niña rica (1995)
- Madres egoístas (1991) - Gerardo
- Lo blanco y lo negro (1989) - César Morelli
- Herencia maldita (1986-1987) - Raúl
- El engaño (1986) - Teniente Quintanilla
- Angélica (1985) - Manuel

### Series
- Un día para vivir (2024) - Raymundo[6]
- Esta historia me suena (2022)[7]
- Silvia Pinal, frente a ti (2019) - Emilio Fernández
- Como dice el dicho (2011-2018)[8]
- La rosa de Guadalupe (2008-2016)
- Adictos (2009)
- Mujer, casos de la vida real (1994-2007)

### Cine
- Padres Culpables (2001) - Gustavo
- Absuelto para matar (1995) - Federico Deschamps
- El salario de la muerte (1993) - Poney Ruiz
- Perseguido (1993) - Joel
- ¿Dónde quedó la bolita? (1993) - Luis Llanero Macita[9]
- Hay para todas (1992)
- Soy libre (1992)
- Se solicita asesino con referencias (1991) - Carlos
- La venganza implacable (1990) - Mario
- Mas Vale Amada que Quedada (1990)
- Los apuros de un mafioso (1989)
- Comezón a la Mexicana (1989)
- Pero sigo siendo el rey (1988)
- Sabor a mí (1988)
- Mentiras (1986)